# Église San Francesco de Sansepolcro
L'église San Francesco de Sansepolcro est une église et un monastère catholique romain de style gothique situés sur la place du même nom, à Sansepolcro, province d'Arezzo en Toscane, Italie.

## Histoire
La construction de l'édifice remonte en 1258 sous le patronage du frère franciscain Tommaso da Spello. Les bâtiments ont été restructurés au XVIIIe siècle avec des décorations en stuc. L'autel date de 1304. Le couvent était occupé par les Minori Conventuali.
Entre 1760 et 1783, l'intérieur fut entièrement transformé avec l'ajout de la voûte et du chœur semi-circulaire, tout en conservant les autels de pierre du XVIIe siècle.
Dans un inventaire de 1843, le retable principal représentait  les Stigmates de saint François d'Assise par Giovanni De Vecchi. L'église conservait une Dispute dans le Temple de Domenico Cresti et  Saint Antoine de Padoue de Giovanni Battista Mercati,.

## Description

### Extérieur
L'église conserve les caractéristiques de l'architecture du XIVe siècle uniquement à l'extérieur : la façade en pierre présente un portail gothique avec un arc trilobé et un grand oculus au sommet. Du reste de la structure, caché par les maisons disposées le long de la Via Addinti, seul est visible le campanile  aux ouvertures étroites et allongées et se terminant par une flèche.

### Intérieur
L'intérieur, rénové à la fin du XVIIIe siècle, conserve la disposition originale à nef unique, typique des ordres mendiants. Dans une niche de l'envers de la façade se trouve une statue en terre cuite polychrome du XVe siècle représentant saint Antoine de Padoue, l'une des rares œuvres réalisées dans la période précédant la rénovation du XVIIIe siècle. Au premier autel se trouve une toile avec la Vierge à l'Enfant en gloire avec saint Charles Borromée et le bienheureux Ranieri, de Raffaello Schiaminossi. À côté, la chapelle du Saint-Sacrement abrite à l'intérieur, sous l'autel, un Christ mort du XVIIe siècle. Le deuxième autel de droite abrite une toile de Giovanni De Vecchi représentant les Stigmates de saint François.

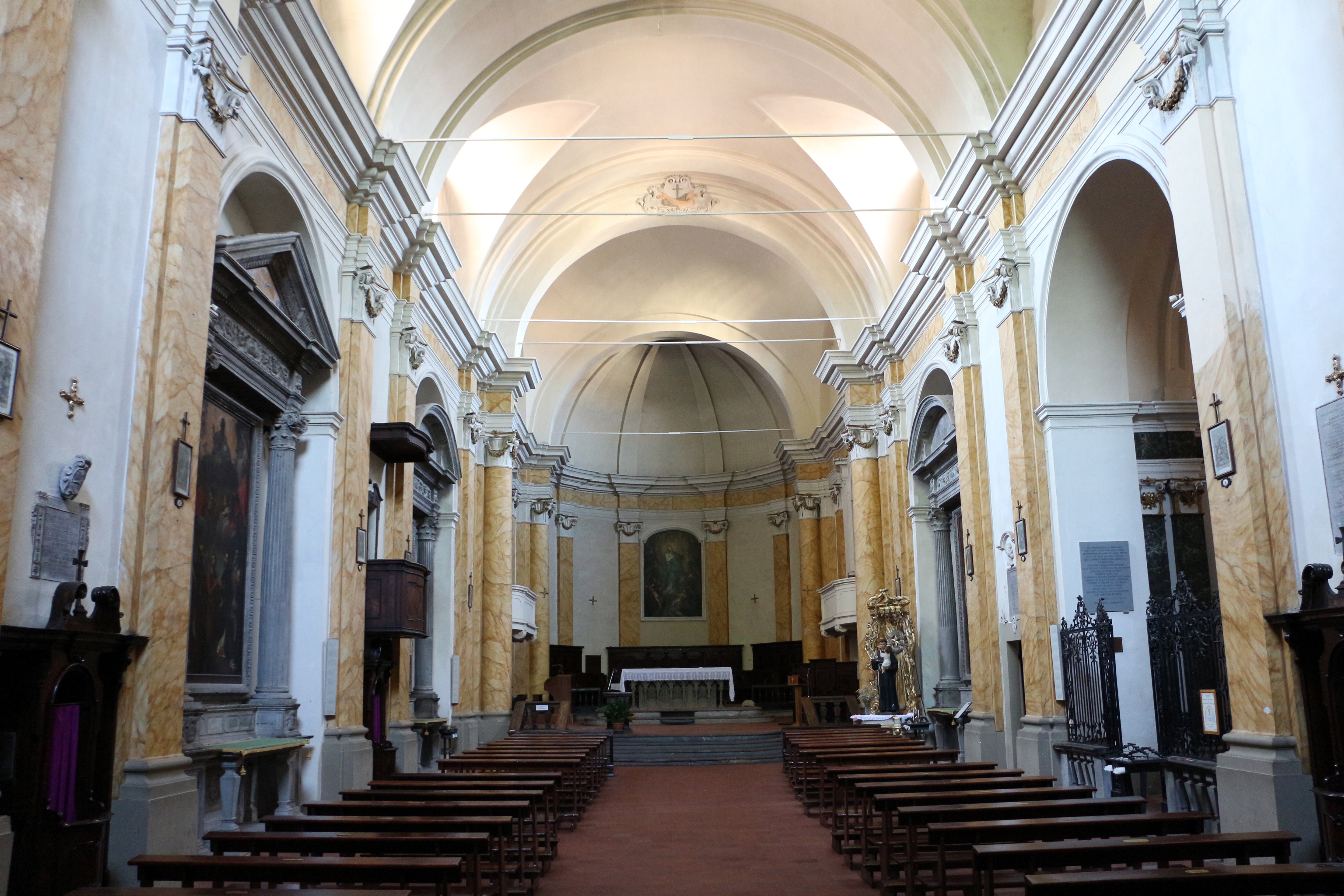
Intérieur.

Le maître-autel en pierre, en forme de sarcophage à colonnes torsadées, est l'une des rares œuvres remontant aux phases originales de l'église. L'inscription latine nous apprend qu'elle fut offerte en 1304 par la municipalité en l'honneur du bienheureux Ranieri, frère franciscain décédé le 1er novembre de la même année, dont le corps est conservé dans la crypte. Sur le maître-autel se trouvait jusqu'en 1810 le grand polyptyque créé entre 1437 et 1444 par Sassetta, aujourd'hui démembré et partagé entre divers musées et collections privées.
Le deuxième autel de gauche présente une toile de 1628 avec Dieu le Père et les Saints Pierre et Paul de Francesco Curradi, tandis que le premier est décoré de la Dispute de Jésus entre les docteurs de 1590 de Domenico Cresti.

## Retable de Borgo San Sepolcro
Cette église a conservé un grand retable polyptyque de style gothique le retable de Borgo San Sepolcro (1437-1444) du peintre siennois Sassetta. Le retable composé de 60 images devait mesurer environ 6 × 5 m. Peint à Sienne, coûtant la somme  de 510 florins (coût de cinq maisons de l'époque), il fut livré en charrette à Sansepolcro et assemblé sur le tombeau du bienheureux Ranieri dal Borgo. Démembré en 1752 avec la suppression napoléonienne des monastères, les panneaux furent vendus et dispersés. Environ la moitié des panneaux constitutifs ont été identifiés dans de nombreux musées et collections.

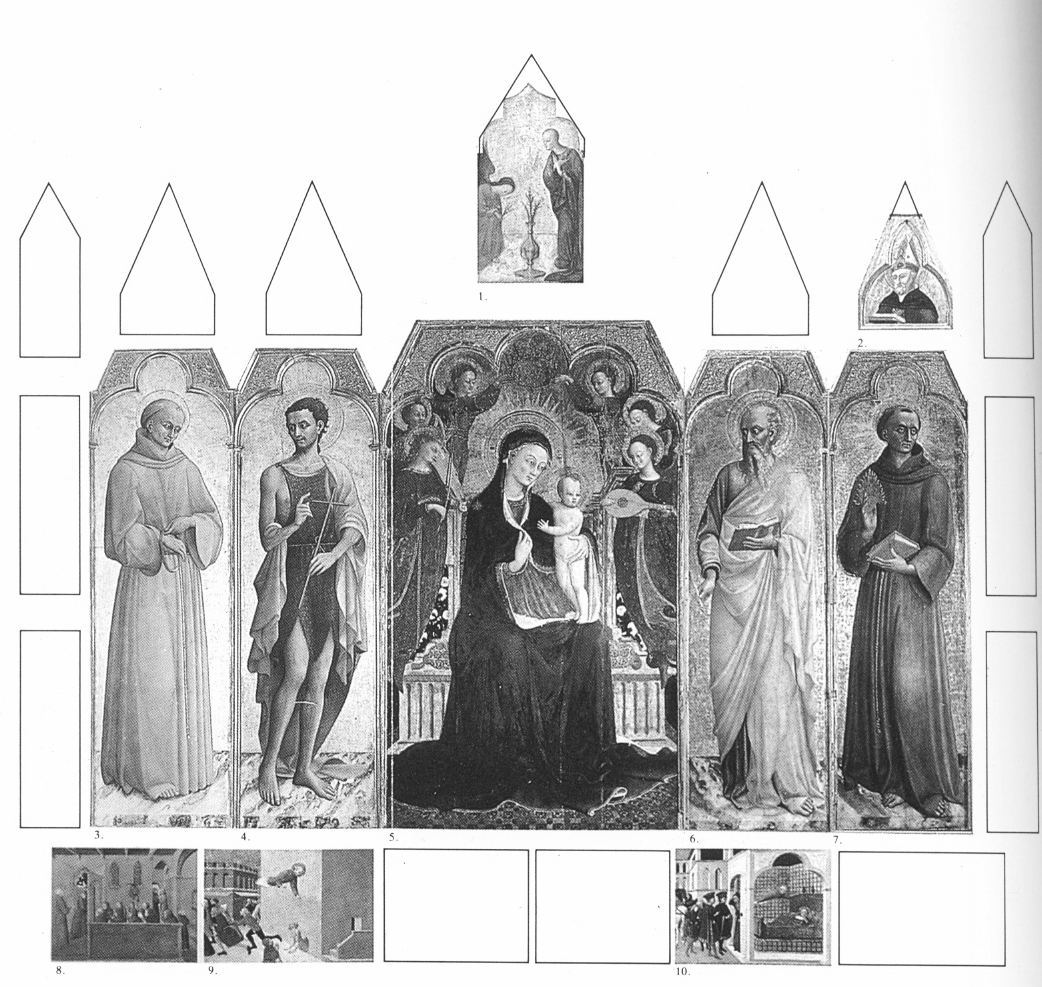
Face avant du retable (reconstitution).
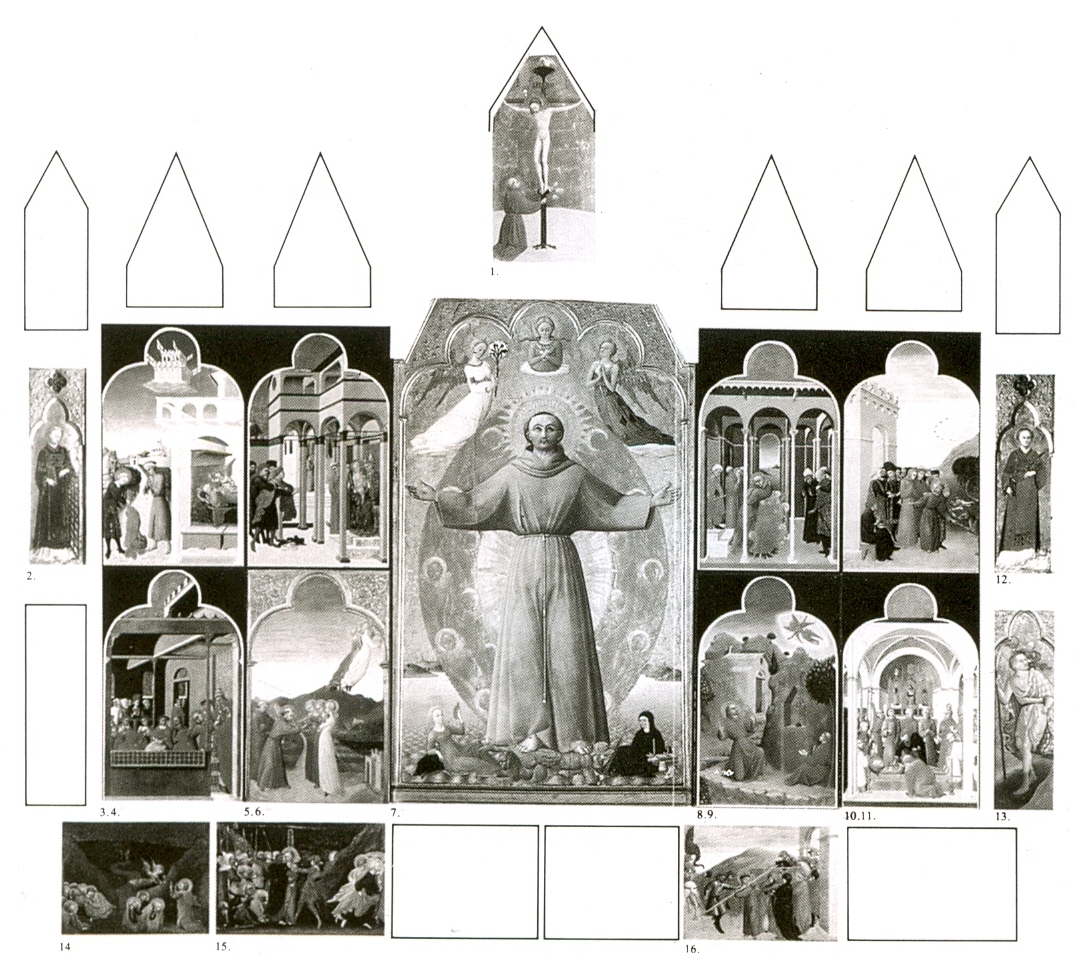
Face arrière du retable (reconstitution).
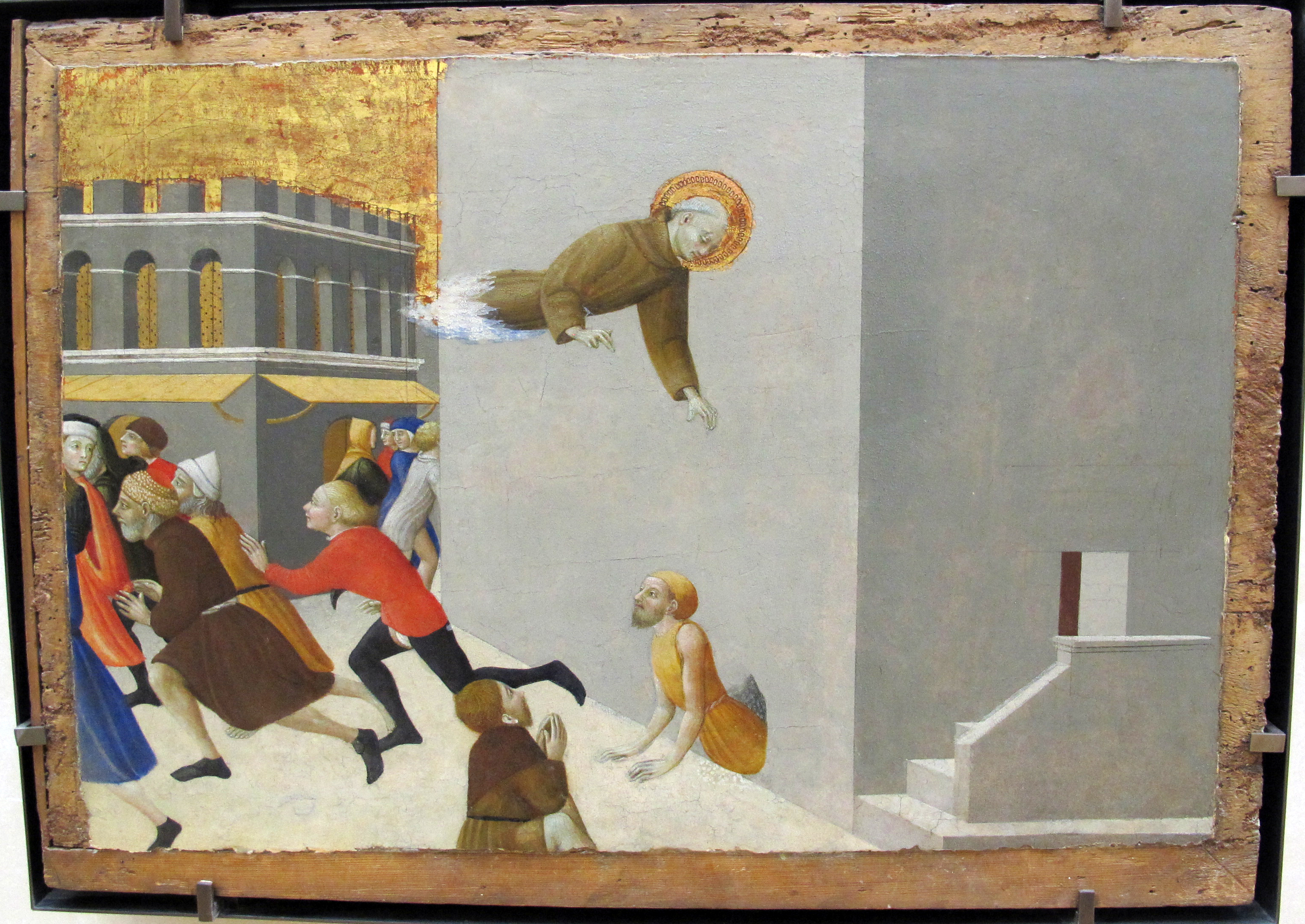
Le Bienheureux Ranieri Rasini délivre les pauvres d'une prison de Florence.
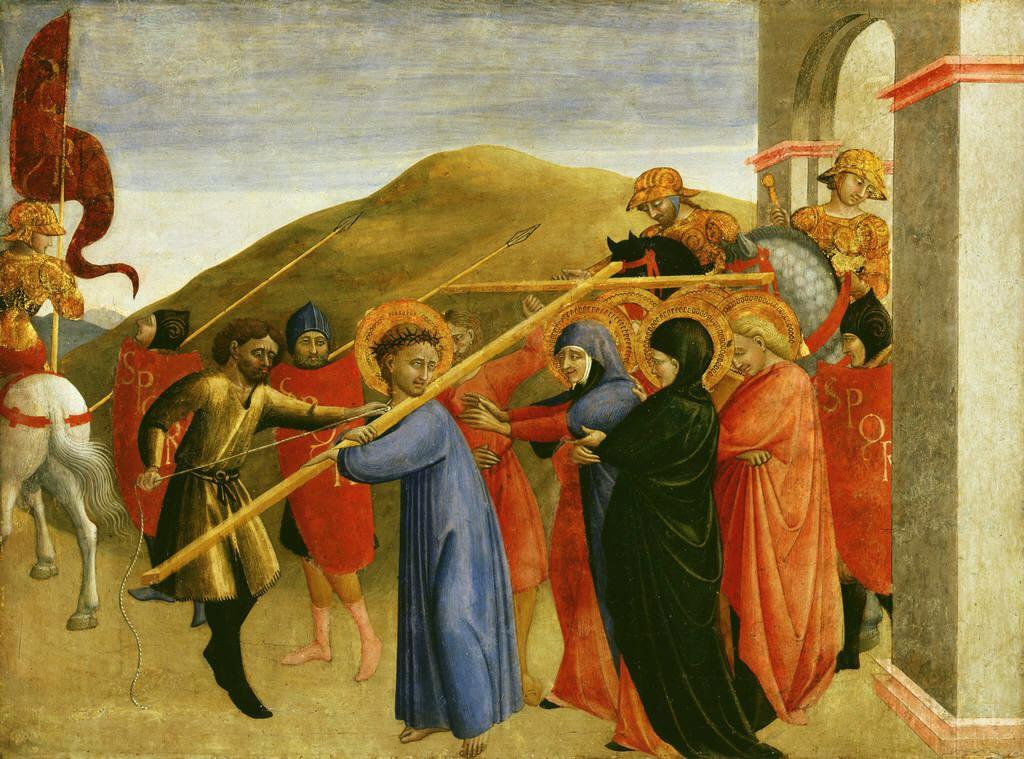
Partie du retable  au Detroit Institute of Art.

## Orgue
Lorgue, situé dans le chœur droit, date du XIXe siècle. Il a été réalisé par la famille de facteurs d'orgues Righi de Sansepolcro. L'orgue à transmission mécanique est équipé de 13 registres contrôlés par des menottes emboîtables et deux pédales, une pour le Filling et une pour la combinaison libre de style Lombard  dispose d'un clavier de 56 notes et d'un pédalier droit de 20 notes. L'instrument était électrifié dans les années 1950.